# Умурзак
Умурзак (каз. Өмірзақ) — упразднённое село в Бородулихинском районе Восточно-Казахстанской области Казахстана. Ликвидировано в 2018 г. Входило в состав Бель-Агачского сельского округа. Код КАТО — 633835900.

## Население
В 1999 году население села составляло 75 человек (35 мужчин и 40 женщин). По данным переписи 2009 года, в селе проживал 21 человек (15 мужчин и 6 женщин).